# Mads Hussing
Mads Schilder Hussing (født 1976 i Allerød) er sportsjournalist ved Sjællandske Medier. Han er tidligere redaktør på Allerød Nyt, der var en del af Politikens Lokalaviser, men som nu også er ejet af Sjællandske Medier. Han er også tv-vært.
Han har været tilrettelægger af DK4's udsendelse Fiskemagasinet siden 1995. De første år hed programmet dog Ta' med ud og fisk. Der bliver stadig optaget nye programmer.
I 2005 og 2006 sad han i udsendelsesredaktionen på DK4, hvor nye programmer og idéer blev vurderet. Derudover var Mads Hussing også sportskommentar fra blandt andet Pro Touren i bordtennis, Davis Cup i tennis, samt både pokal- og landsfinaler i floorball.
Fra 2008-2014har han været ansat af Politikens Lokalaviser som fotojournalist, primært med Allerød som område.
Fra 1. januar 2014-til 1. august 2017 var Mads Hussing været redaktør på Allerød Nyt, der på det tidspunkt udkom på tryk to gange om ugen, og som havde netavisen www.allerødnyt.dk.Ny redaktør: Allerød Nyt skal fortsat være synlig og aktiv Arkiveret 9. april 2014 hos  Wayback Machine